# کوزدرویه
کوزدرویه (به لهستانی:  Kozdroje) یک روستا در لهستان است که در گمینا رگیمین واقع شده‌است.